# Józef Đỗ Quang Hiển
Józef Đỗ Quang Hiển OP, wiet. Giuse Đỗ Quang Hiển (ur. ok. 1765 r. w Quần Anh Hạ, prowincja Nam Định w Wietnamie – zm. 9 maja 1840 r. w Nam Định w Wietnamie) – dominikanin, męczennik, święty Kościoła katolickiego.
Józef Do Quang Hiển po otrzymaniu święceń kapłańskich został wysłany do Manilii w celu dalszych studiów. 12 października 1812 r. wstąpił do zakonu dominikanów. Po powrocie do Wietnamu pracował w wielu parafiach. Podczas prześladowań został aresztowany i 9 miesięcy spędził w klatce. Był torturowany, ponieważ nie zgodził się podeptać krzyża. Następnie przeniesiono go do więzienia w Nam Định, gdzie spędził 5 miesięcy. Ścięty 9 maja 1840 r. w Nam Định na mocy dekretu wydanego przez Thiệu Trị, jest jednym z 117 męczenników wietnamskich, ofiar prześladowań religijnych, które w okresie od 1645 do 1886 roku pochłonęły 113 tys. ludzi.
Beatyfikowany 27 maja 1900 r. przez Leona XIII, kanonizowany przez Jana Pawła II 19 czerwca 1988 r. w grupie 117 męczenników wietnamskich.